# Glacier de Leschaux
Glacier de Leschaux – lodowiec w Masywie Mont Blanc w Alpach, spływający spod północnej ściany Grandes Jorasses.